# 순천신흥중학교
순천신흥중학교(順天新興中學校)는 대한민국 전라남도 순천시 해룡면 상삼리에 있는 공립 중학교이다.

## 학교 연혁
- 1995년 1월 3일 : 순천신흥중학교 인가
- 1996년 3월 13일 : 순천신흥중학교 개교
- 2024년 9월 1일 : 제14대 정경철 교장 부임
- 2025년 1월 9일 : 제27회 113명 졸업(총 졸업생수 8,021명)
- 2025년 3월 4일 : 2025학년도 4학급 103명 입학

## 참고 자료
- 순천신흥중학교 - 한국교육학술정보원 학교알리미